# Shining Force Gaiden
Shining Force Gaiden (シャイニング・フォース外伝 ～遠征・邪神の国へ～?, Shainingu Fōsu Gaiden: Ensei - Jashin no Kuni he) è un videogioco di ruolo del 1992 pubblicato esclusivamente in Giappone per Sega Game Gear, benché in seguito è stato oggetto di un remake grazie a Shining Force CD in Giappone, America Settentrionale ed Europa. Si svolge venti anni dopo gli eventi del secondo gioco della serie, ed è il predecessore diretto del quarto, Shining Force Gaiden II. Il suo sottotitolo in Shining Force CD è stato tradotto come "Towards the Root of Evil".